# Ophiuche minualis
Ophiuche minualis là một loài bướm đêm trong họ Erebidae.